# Коньчиська
Коньчиська (пол. Kończyska) — село в Польщі, у гміні Заклічин Тарновського повіту Малопольського воєводства.
Населення — 408 осіб (2011).
У 1975-1998 роках село належало до Тарновського воєводства.

## Демографія
Демографічна структура станом на 31 березня 2011 року:
|          | Загалом | Допрацездатний вік | Працездатний вік | Постпрацездатний вік |
| -------- | ------- | ------------------ | ---------------- | -------------------- |
| Чоловіки | 191     | 37                 | 131              | 23                   |
| Жінки    | 217     | 45                 | 116              | 56                   |
| Разом    | 408     | 82                 | 247              | 79                   |